# Teresa Espasa
María Teresa Espasa Moltó, conocida como Dama de la Poesía en Valencia, es una poetisa, ensayista y profesora española, nacida en Denia (la Marina Alta, Alicante) a mediados del siglo XX. Ha desarrollado una intensa actividad literaria y de animación cultural desde la Tertulia Literaria "La Buhardilla" y a través de la revista Corondel. 

## Biografía
Teresa Espasa nació en Denia y a los once años se trasladó a Valencia, ciudad en la que reside desde entonces.  Es licenciada en Filosofía por la Universitat de Valencia y licenciada en Teología por la Facultad San Vicente Ferrer de Valencia. Orientada profesionalmente a la docencia, ha sido profesora del Instituto de Bachillerato "Serra Perenxisa", de la localidad valenciana de Torrent.
En 1986 promueve la creación de la tertulia literaria "La Buhardilla" en las ondas de la Cadena Cope que, tras seis años en antena, siguió su actividad en diferentes escenarios en vivo y en directo. La autora también es la creadora de la revista literaria Corondel, publicada desde 1995 a 2010, así como de la colección Los Pliegos de Ítaca.
Las composiciones de Teresa Espasa giran fundamentalmente sobre el silencio, el amor íntimo, los instantes y el irrefrenable flujo del tiempo.

## Obra publicada
- A través del silencio (Adelapos, 1978)
- Ensueño poético a cuatro voces (I.B. El Clot, Valencia, 1988)
- En los albores del siglo XXI Congreso (La Buhardilla, 1989)
- Desierto articulado (La Buhardilla, 1992)
- El bazar de los insomnios (Germania, 1994)
- El gesto habitual de la torpeza (Canente Libros, 1997)
- De la ilusión del amor a la pérdida del tiempo (Páginacero, 1998)
- El tiempo se acaba (Páginacero, 1998), escrito en colaboración con Elena Torres.
- El ocio de la gaviota (Páginacero, 1999)
- Cuando puedas llama (Premio Vila de Mislata, 1999)
- Aquellos días perdidos (Páginacero, 2002)
- En el nombre de cada día (Aristas de Cobre, 2005)
- Poemas de Nueva York (Corondel, 2005)
- Diario de sombras (Brosquil, 2006)
- Poemas dispersos (Páginacero, 2008)
- Tiempo para el recuerdo (Biblioteca Valenciana, Generalitat Valenciana, 2011)
- Memoria de los días (Páginacero, 2011)
- El congreso (Andrómina, 2012)
- Tanto y tanto silencio. Antología poética (Ediciones Vitrubio, 2014)
- En alguna parte es otoño (Ediciones Hiperión, 2015)
- El laberinto de Venus (Lastura, 2017)
- Con hilos de seda (Ed. Hispano-Chilena, 2019)
- Una grieta en el tiempo (La pajarita roja, 2020)

Ha participado en el volumen colectivo de ensayo El hombre en los albores del siglo XXI (Valencia, 1990)

## Inclusión en antologías
- Nunca te dije que el amor fuera esto (La buhardilla, 1997)
- Las flores idílicas (Málaga, 1998)
- Partida de Damas (Museo de Bellas Artes, Valencia, 1999)
- Antología Grupo Poético Corondel (Corona del Sur,  Málaga, 2000)
- Poesía al límite (La Buhardilla, 2000)
- Las flores del yodo (Generalidad Valenciana, 2001)
- El rapto de Europa (Fundación Max Aub, 2004)
- Caminos de la palabra. De Max Aub al Quijote (Fundación Max Aub, 2005)
- Final de entrega (Córdoba 2006)
- Mapa. 30 Poetas valencianos en la democracia (Carena, 2009)
- Celebración de la palabra (Institució Alfons el Magnànim, 2010)
- Trato Preferente. Voces esenciales de la poesía actual en español (Sial, 2010)
- Latidos contra la violencia de género (Ed. Ateneo Blasco Ibáñez, 2012)
- Arquitectura de la palabra (Ed. Alfons el Magnànim, 2012)
- Los que no tienen voz dentro de El limonero de Homero III (Páginacero, 2013)
- Poética en Gredos (Alkaid, 2013).
- Mediterráneas. Escritoras del Mediterráneo (Lastura, 2018)

## Premios
- Premio Caixa Torrent (1993): Ensayo La naturaleza del hombre
- Premio Vila de Mislata (1999): Cuando puedas llama
- XI Premio de Poesía Leonor de Córdoba (2012): El congreso
- Premio de la Asociación Valenciana de Escritores y Críticos Literarios (CLAVE) a la trayectoria poética (2015)
- XXXII Premio Ciutat de València "Vicente Gaos" (2015): En alguna parte es otoño